# Класичний автомобіль

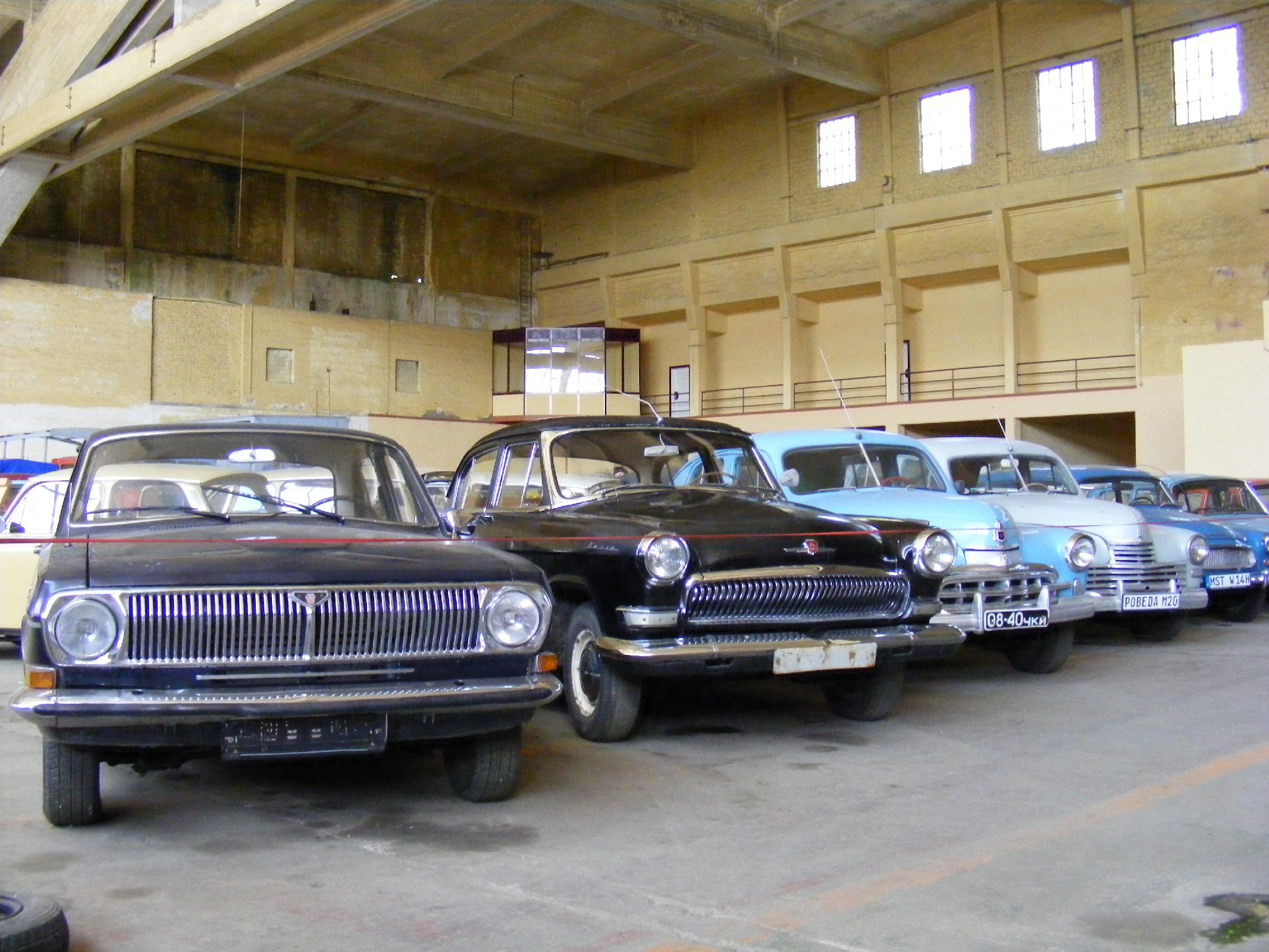
Типові класичні радянські автомобілі «Побєда» і «Волга»

Класичний автомобіль (інколи для опису застосовується термін ретро-автомобіль) — термін, що в загальному відноситься до старих автомобілів; однак, існує, дуже велика кількість конкретних визначень. В той час, як одні дуже широкі й, фактично, зараховують до класики будь-який добре збережений старий автомобіль, інші, наприклад визначення за версією «Concours d'Elegance» чи The Classic Car Club of America, розглядають як кінець «класичної ери» 1948 рік і ставлять інші жорсткі обмеження.
У Європі надають перевагу терміна олдтаймер (від англ. oldtimer — «представник старих часів») — «старовинний, раритетний автомобіль». Як правило, під цим словом мають на увазі машину, випущену понад 30 років тому.
В сучасній мові також розповсюджений термін «авторетро» з не повністю усталеним значенням; зазвичай, під раритетними розуміють будь-які достатньо старі автомобілі.
Високо цінні моделі олдтаймерів — предмет антикваріату й колекціонування. В наші часи існує ціла індустрія, пов'язана з колекціонуванням, відновленням (реставрацією) і тюнінгом класичних автомобілів.
Символом руху любителів олдтаймерів в Європі вважається рідкісний Mercedes-Benz 190 SL (кузов W121), випущений в кількості 1800 екземплярів в 1955—1963 роках.
Сучасні технології і матеріали для реставрації дозволяють відновити старовинний автомобіль в первозданному вигляді, при цьому зберігши його повну автентичність, аж до дрібниць. Але високо ціняться автомобілі, які збереглися в своєму первозданному вигляді.

## Класифікація Міжнародної федерації старовинних автомобілів (FIVA)
FIVA (Fédération Internationale des Véhicules Anciens) виділяє наступні категорії старовинних автомобілів за роками випуску:
- Class A (Ancestor) — випуску до 31 грудня 1904 року;
- Class B (Veteran) — з 1 січня 1905 по 31 грудня 1918;
- Class C (Vintage) — з 1 січня 1919 по 31 грудня 1930;
- Class D (Post Vintage) — з 1 січня 1931 по 31 грудня 1945;
- Class E (Post War) — з 1 січня 1946 по 31 грудня 1960;
- Class F — з 1 січня 1961 по 31 грудня 1970;
- Class G — з 1 січня 1971 і аж до мінімального віку, встановленого FIVA — 30 років.

## США
В більшості штатів США класичним автомобілем офіційно вважається автомобіль, випущений за 20 і більше років до поточної дати і збережений в стані, який відповідає заводському (або відновлений в нього).

### Визначення за версією Клубу класичних автомобілів Америки

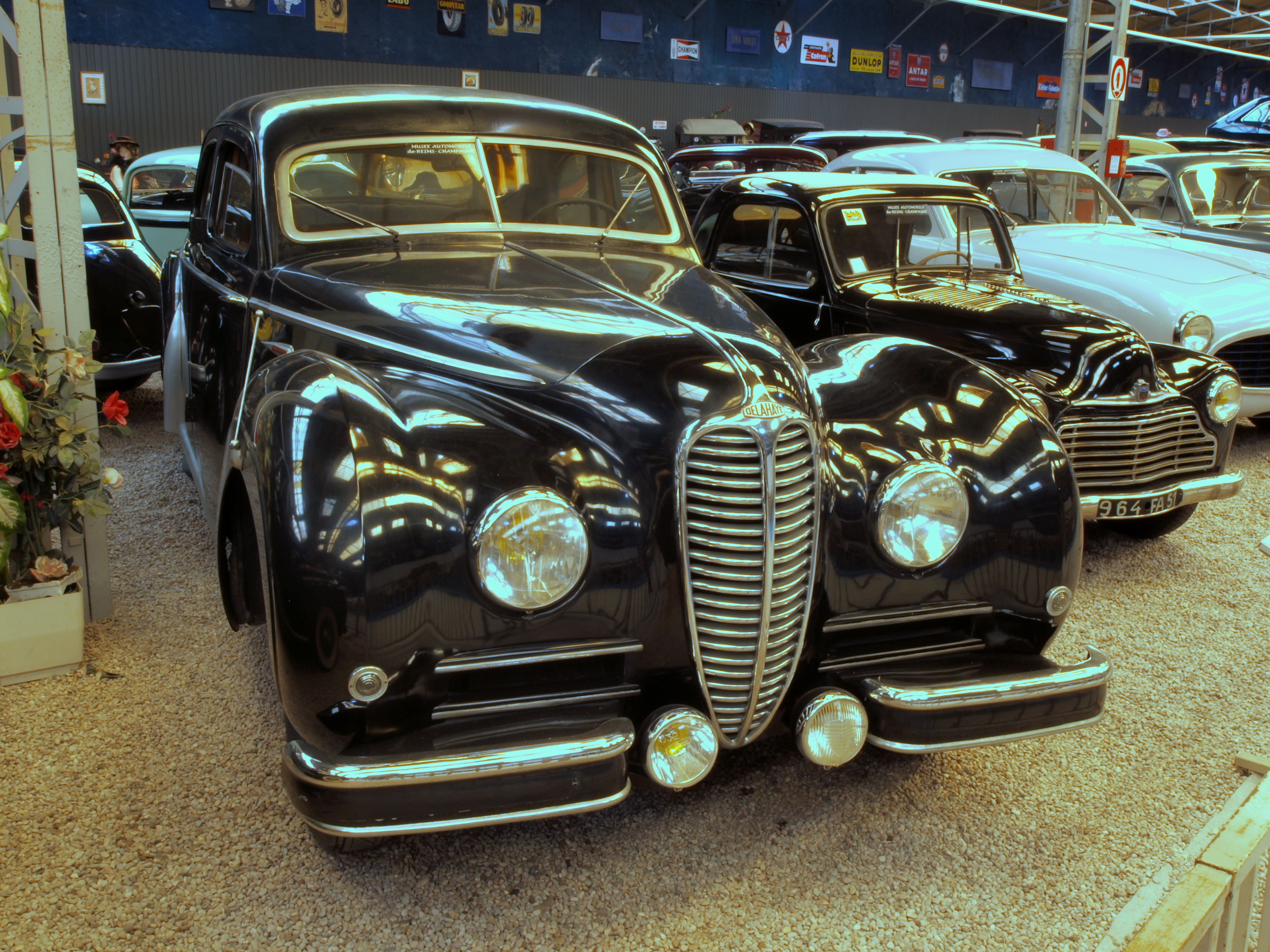
Delahaye 180 1948 року — класичний автомобіль за версією СССА

Клуб класичних автомобілів Америки (Classic Car Club of America) визнає класичними тільки автомобілі вищої цінової категорії, випущені в обмежених кількостях між 1925 і 1948 роками. Із критеріїв «класика» називається також дизайн — він повинен включати в себе архаїчні елементи, такі, як окремі крила, підніжки, фари і т. д. Їм відповідає, наприклад, Delahaye 1948 року. В клубі є власний список класичних автомобілів. Однак, дане визначення навіть в США вважається вкрай жорстким, і задля уникнення плутанини щодо автомобілів, що попали під нього, зазвичай застосовуються терміни «повна класика» чи класика даного клубу.

### Юридичне визначення США
Юридично, більшість штатів мають обґрунтовані часом правила щодо визначення «класичного» для таких цілей, як реєстрація антикварних автомобілів; наприклад, більшість штатів характеризують це «автомобілем, а не його репродукцією, виробленого щонайменше 20 років заздалегідь до поточного року, який був підтриманим або відновленим до стану, який, по суті, є у відповідності з технічними характеристиками і зовнішністю».
Незважаючи на це, в багатьох шоу американських класичних автомобілів існує типова межа від 30-х до 60-х. Приклади машин в таких шоу включають Chevrolet Bel Air, Ford T-Bucket, Dodge Charger, Chevrolet Deuce Coupe і Ford 1949 року. Тим часом, автошоу Concours D'Elegance мають престижні автомобілі, такі як Cadillac V16 або моделі Rolls-Royce до 1940 року. «Класичні» машини на таких шоу рідко заходять за 1972 рік. Будь-які машини з 1973 року наперед визначені як «сучасні модні», «екзотичні» чи «предмети колекціонування». Для цікавості, це можуть бути такі моделі, як AMC Gremlin чи Ford Pinto.
Американські автомобілі є поділеними на точній ері, в якій можна ідентифікувати «класичну машину». Багато американців ділять машини за окремими періодами: безкінні екіпажі (експериментальні автомобілі 19-го століття, такі як мотоциклетні коляски Daimler), старовинні (автомобілі мідної ери, такі як Ford Model T) і класичні машини (типові машини 1930-х, такі як Cord 812 і до кінця періоду мускул-карів в 1970-х — більшість використовує 1972 модельний рік як переривання). Кінець 70-х оскаржується як «класичний», так як паливна криза 1973 року принесла кілька сумнозвісних машин, таких як Ford Pinto і AMC Gremlin. 1980-ті часто розглядають як ранній сучасний період завдяки росту японських автовиробників, таких як Toyota та Nissan.

### Визначення за версією Клубу старовинних автомобілів Америки
Клуб старовинних автомобілів Америки (Antique Automobile Club of America) вважає класичним будь-який автомобіль, випущений 25 років тому й більше.

### Класичні американські автомобілі на Кубі

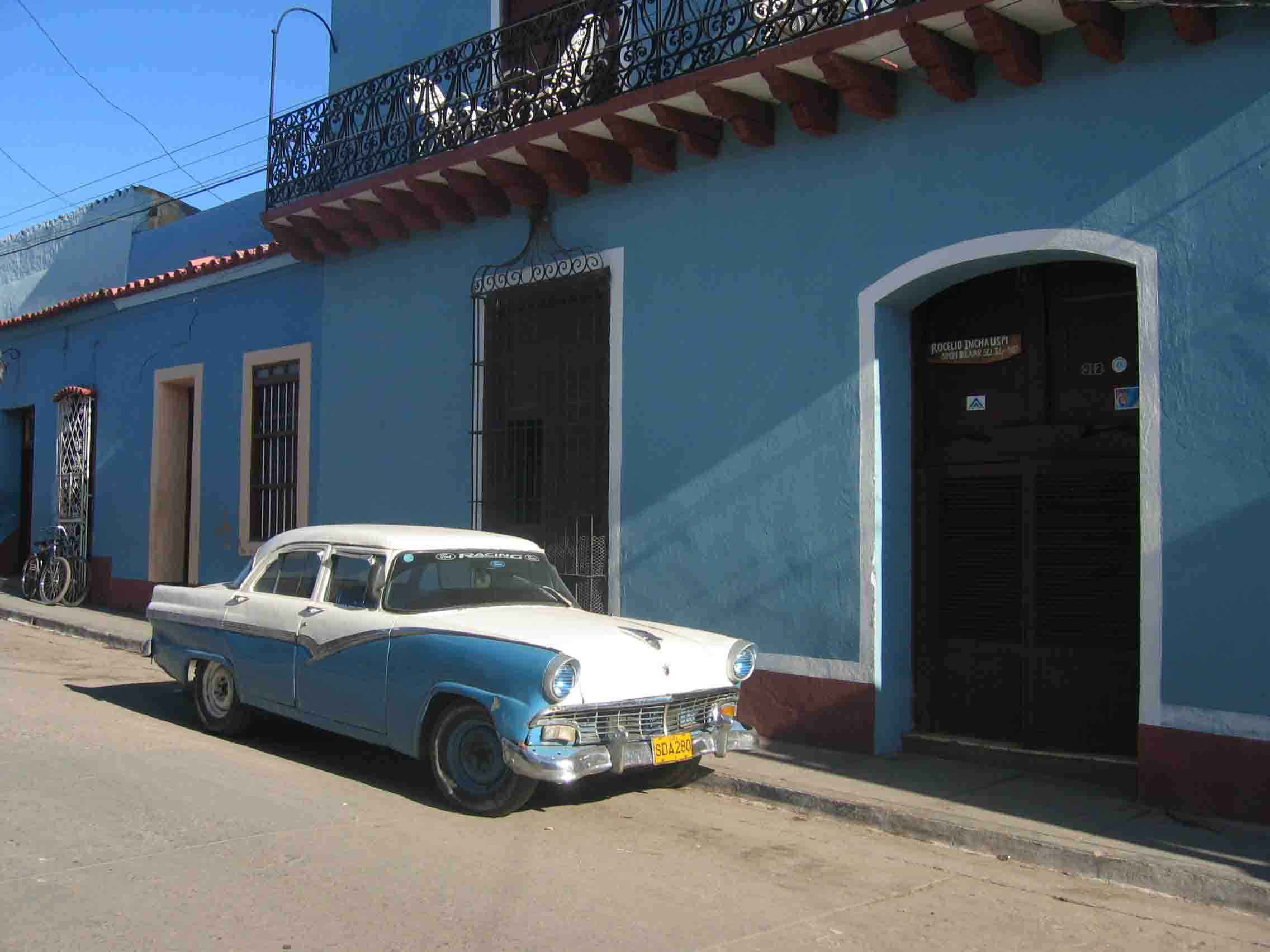
Ford 1956 року на Кубі

Словами «американець» (янкі) або máquina (машина) колись описували багато класичних машин (наприклад, Шевроле 1957 року, Форд 1953 року, Додж 1958 року тощо), які перебувають на Кубі, з яких приблизно 60,000 ще досі їздять по дорогах. В 1962 році було пред'явлене ембарго США проти Куби, яка фактично обірвала торгівлю між двома країнами. Це означало, що автомобілі на Кубі більше не могли отримувати нові запчастини на заміну поламаним. Нині єдиний спосіб підтримання цих машин на дорозі є використання кубинською винахідливістю пристосування побутових виробів і радянської технології до них. Якщо автомобіль неможливо відремонтувати в даний час, то він зазвичай або «чекає» майбутнього ремонту, або розібраний на частини (для збільшення доходу сім'ї власника) задля підтримання на дорозі інших машин. Протягом періоду впливу Радянського Союзу, «Лади», «Москвичі» та «Волги» стали головними машинами, які були імпортовані комуністичним режимом, переважно для державного користування. В результаті цих внутрішніх економічних обмежень, на Кубі немає жодної торговельної гілки нових або використаних європейських чи азійських автомобілів для незалежного придбання рядовими кубинцями.

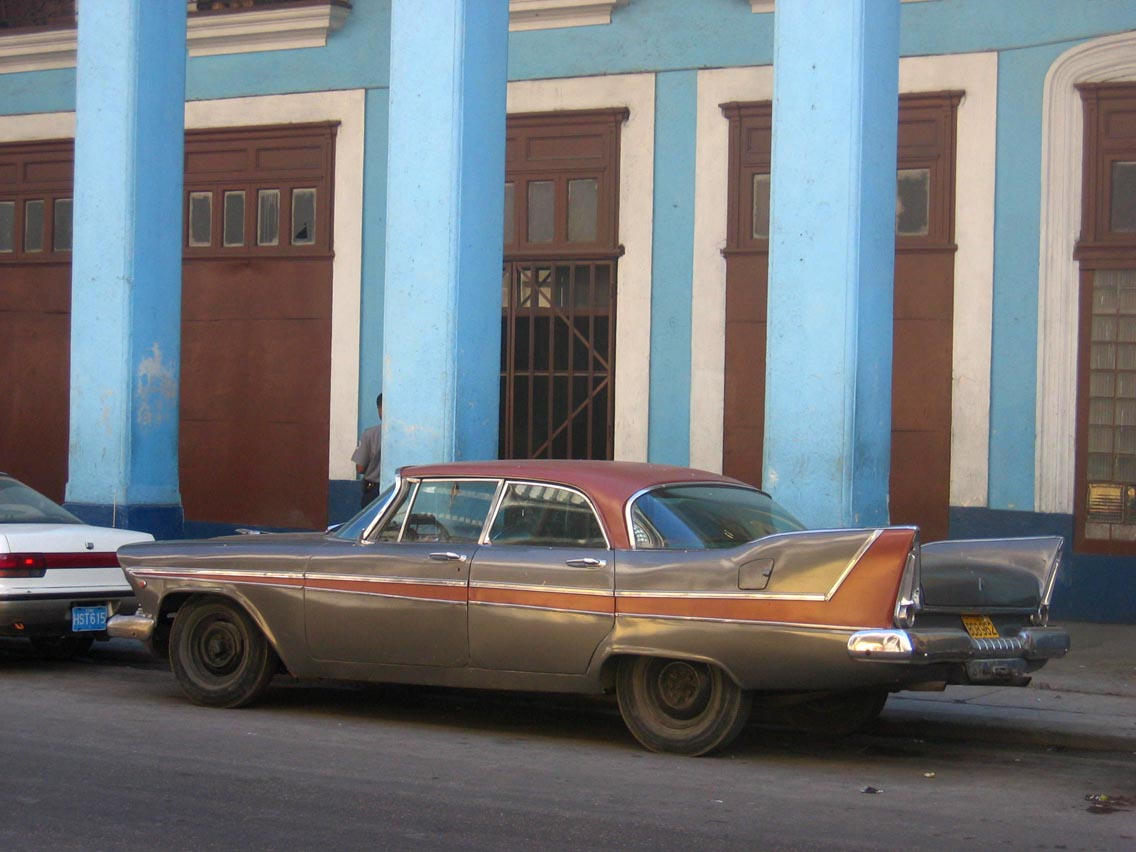
Plymouth 1958 року

Єдиними американськими автомобілями, які можна придбати для приватного користування на Кубі (з «певними» номерами), є ці, які були попередньо зареєстровані для приватного користування й придбані перед революцією. Однак, якщо власник не має належних документів, які називають «передачею», машина не може бути проданою легально. Американські автомобілі, які були присутні під час санкцій, були збережені через любов і винахідливість. І відтоді тут класичні машини були радше стандартом, аніж винятком. Навіть в сина президента Фульхенсіо Батисти був Corvette 1956 року. У зв'язку з постійним добрим доглядом, багато машин залишаються в добре працюючому стані лише тому, що кубинці спроможні пристосувати їх до зменшуваного джерела запчастин для підтримання на дорозі. Власники цих американців сидять на потенційній «золотій шахті», і, якби була знята блокада, могли б швидко заробити, продаючи свої машини людям, які їх колекціонують і відновлюють.
З іншої сторони, багато цих машин, а особливо в службі таксі, є перетвореними, щоб приймати замінні двигуни, зазвичай радянські дизельні. На щастя, це є модифікація, яка дає машині нову «оренду» життя. Практичні обмеження довголіття двигуна, нестача запчастин і висока вартість палива після Холодної Війни (приблизно 75 американських центів за літр влітку 2002 року) змусили Кубу зробити дизельні електростанції (приблизно від 15 до 20 центів) — популярний вибір для заміни двигуна, якщо відповідний бензиновий двигун не може бути пристосованим.

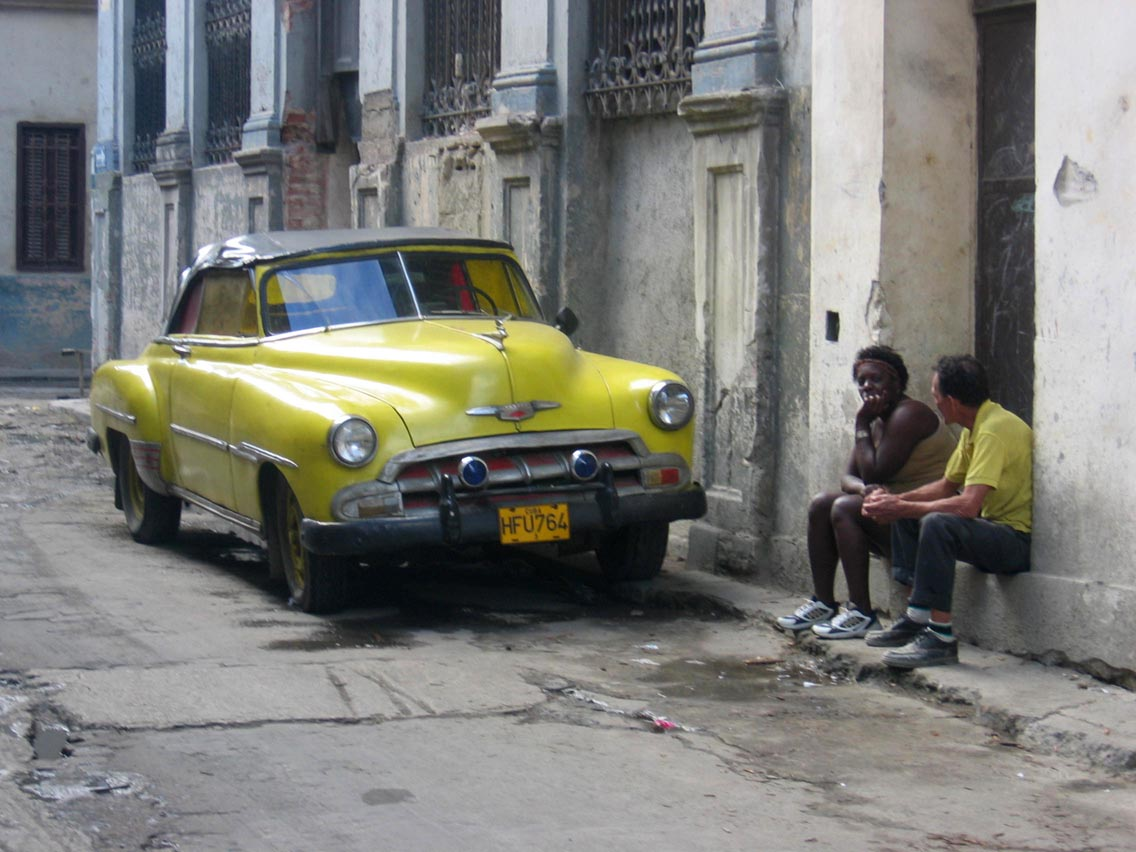
Chevrolet 1952 року

Однак, старі американські автомобілі сьогодні на дорозі мають «відносно високу неефективність», в більшій мірі завдяки нестачі сучасних технологій. Це призвело до збільшення споживання палива, а також пособництво у важке економічне становище їх власників. З цією неефективністю, сталося помітне падіння подорожей від в середньому приблизно 3000 км/рік в середині 1980-х до менше, ніж 800 км/рік в 2000—2001. Так як кубинські люди намагаються зберегти якомога більше грошей, коли готуються до подорожей, машини зазвичай завантажені понад максимально дозволену масу і подорожують по зіпсованих дорогах, що випливає в ще більшому зловживанні до вже зіпсутих машин. Крайня нестача або дефіцит запчастин безпосередньо є результатом революції і блокади. Однак, були розмови про полегшення деяких обмежень ембарго. Колишній президент Клінтон наполіг на громадянах США, щоб мати можливість надсилати до $300 в місяць на Кубу, і на відновленні прямого поштового сполучення між Кубою і США, яке було призупинене в 1963 році. Це б дозволило сім'ям в США надсилати необхідні деталі (припускаючи, що вони можуть бути розміщені) власникам авто на Кубі для вимушеного ремонту.
В даний час вважається, що існує 173,000 машин на Кубі, з яких невідомо, скільки американців є гідними дороги.

### Американські автомобілі в Британській Співдружності
Також термін «янкі» використовується в австралійському й канадському сленгах для опису цих машин, але більш загально використовується для опису будь-якої американської машини, яка визнана великою і громіздкою — включаючи і класичні (такі як Каділлак) і сучасні позашляховики. Термін ввійшов у словниковий оборот в Британії протягом Другої Світової Війни і поширився в десятилітті потому, коли декілька американських службовців розташували в Британії імпортовані автомобілі з США. Це трапилось в час, коли американські машини досягли своїх найбільших розмірів і найбільш екстравагантного стилю, слідуючи до терміна «американець» відносно цих автомобілів, масивних і громіздких розмірів на типово вузьких і звивистих британських дорогах. Ця різниця була надто великою тому, що британські автомобілі «строгості років» наприкінці 1940-х і початку 1950-х були, як правило, невеликі, малопотужні, з низьким рівнем обладнання і стриманим стилем в порівнянні. Однак, використання терміна більше не трапляється у Великій Британії, так як розміри європейських і азіатських автомобілів збільшилися, і у Великій Британії продають зовсім небагато американських моделей.

## Велика Британія
Офіційне визначення відсутнє, однак, автомобілі, випущені до 1 січня 1973 року, визначаються як «historic vehicle» (історичний засіб пересування) і звільняються від дорожнього податку. Якщо автомобіль зареєстрований після цієї дати, його рік випуску підлягає перевірці компетентною організацією, наприклад British Motor Heritage Foundation. Також державна страхова компанія прираховує до категорії класичних автомобілі, старші на 15 років і вартістю вище £15,000. Крім того, популярне визнання через велику кількість класичних автомобільних журналів грає важливу роль у з'ясуванні, чи відноситься модель до розряду класичних. Це все суб'єктивно і залежить від власного погляду. Усунення амортизації є причиною для купівлі класичної машини; це є основною вартістю володіння сучасної машини. У Великій Британії вибір «майбутньої класики», яка в даний час є «сенсацією», є простим проведенням часу з класичними машинами. Успішний вибір і купівля машини може привести до прибутку для покупця так само, як і надання транспорту. Бездоганна, добре доглянута для престижу модель з високими експлуатаційними витратами, що впливають на її ціну, але не є достатньо старою, щоб бути розціненою як класичною, для прикладу, може бути гарною покупкою.

## Німеччина
В ФРН автомобілі, випущені понад 30 років тому, мають офіційний статус «Oldtimer».

## Країни СНД
Офіційне визначення відсутнє, як і однозначна думка в спільноті колекціонерів. Зважаючи на тривалі терміни випуску автомобілів, характерні для радянського автопрому, а також відносно невелику кількість моделей, можна зробити припущення, що найбільш раціонально було б використовувати не часовий критерій, а конкретний список моделей, що відносяться до класичних.
Колекціонування класичних автомобілів, незалежно від того, що під цим мається на увазі (від відновлення і збереження багатосерійних взірців радянського автопрому, на кшталт ГАЗ-21 чи ВАЗ-2101, до колекціонування рідкісних, унікальних іномарок і вітчизняних автомобілів, на зразок виключно рідкісного й цінного броньованого ЗІС-115, ЗІЛ-4104), набирає все більшу популярність на пострадянському просторі.
Окрім колекціонування автомобілів радянського виробництва, також є колекціонування автомобілів зарубіжного і заокеанського виробництва, яких добре видно на фестивалях ретро-автомобілів.

## Сучасна класика
Як правило, це старші автомобілі, віком від 15 до 25 років, але зазвичай не сприймаються як класичні, згідно з КСАА. В Об'єднаному Королівстві визначення «сучасна класика» є часто відкритим на розсуд страховими брокерами і страховими компаніями, які розцінюють це як машину, яка вважається предметом колекціонування, незалежно від віку. Використання машини в рекреаційних цілях є обмеженим та/або обмежений пробіг також береться до уваги.

## Стиль класичних автомобілів
В найближчі роки після кінця Другої світової війни відбулась всесвітня зміна в стильових напрямах. Для прикладу, Крослі і Кайзер-Фрейзер в 1946 році змінили традиційне ставлення відокремлених крил. Відтоді автомобілі всіх сортів отримали конвертові кузови в основі. Термін ККАА, «старовинне авто», був обмежений «функціонально традиційними конструкціями раннього періоду» (в більшості передвоєнного). Вони, як правило, мали знімні крила, зовнішній багажник, фари і звичне вертикальне ставлення решітки радіатора. У великій машині, такій як Duesenberg, Pierce-Arrow, або в меншій формі, як MG TC, з традиційними лініями, може уособлюватись термін ККАА. З погляду ККАА, інша машина може бути класичним прикладом пізнього періоду, але не машина з «дизайну класичного періоду».

## Безпека

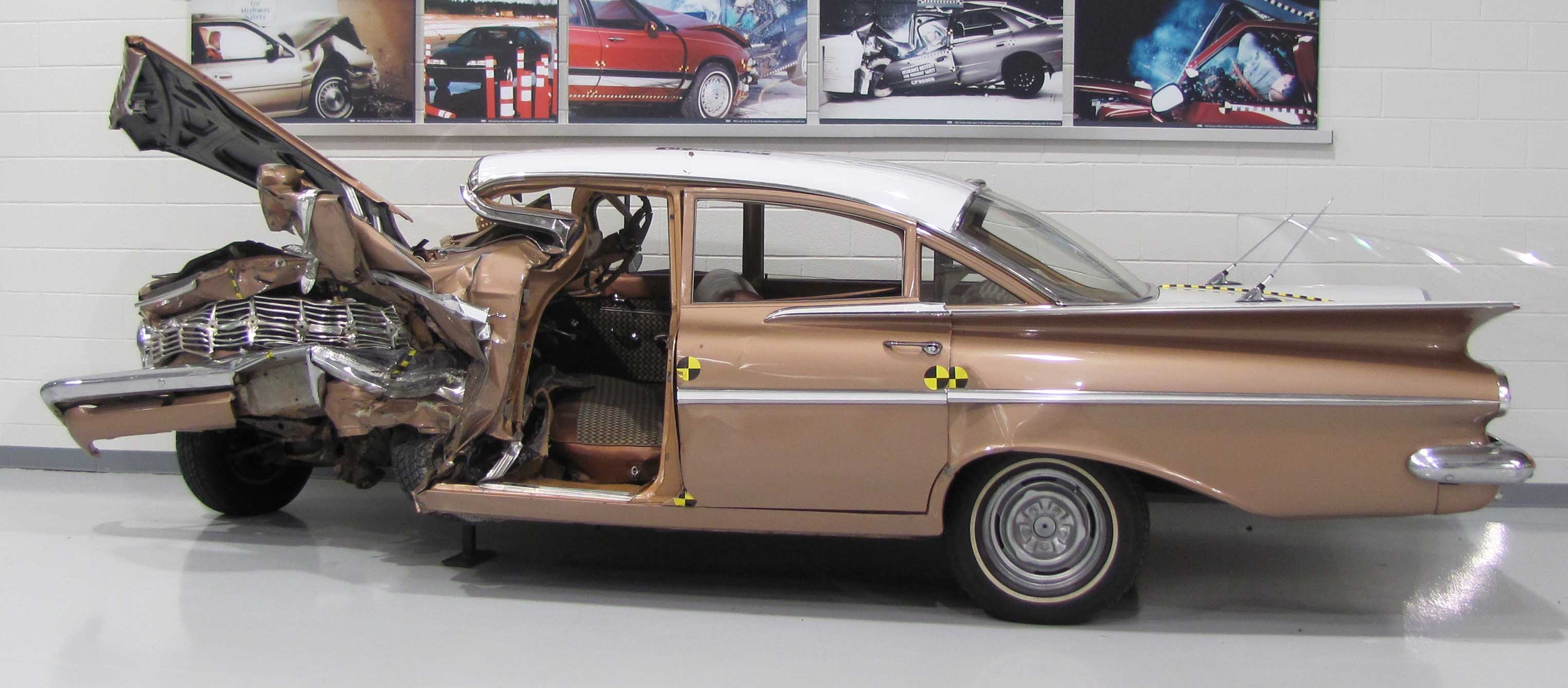
Chevrolet Bel Air 1959 року після краш-тесту 2009 року

Водії класичних автомобілів мусять бути особливо обережними. Часто в класичних машинах бракує того, що зараз вважається основними засобами безпеки, як паски безпеки, зони деформації або захист від перекидання. 10 вересня 2009 року новини ABC «Доброго ранку, Америко» і «Новини Світу» показали краш-тест Американського Страхового Інституту Безпеки Шосе Chevrolet Malibu 2009 року в зміщеному лобовому зіткненні з седаном Chevrolet Bel Air 1959 року. Воно наочно показало ефективність дизайну безпеки сучасного автомобіля, поверх дизайну X-подібної рами в 1950-х рр., особливо жорсткі клітини безпеки пасажира і зони деформації. Шевроле 1959 року використовували X-подібну раму, якій бракувало структурної жорсткості; а якби Інститут використав Шевроле до 1958 року випуску з цільним дизайном, результати були б набагато кращі. Керівні характеристики машини (особливо керованість і підвіска) і робота гальм, ймовірно, були гіршими від сьогоднішніх стандартів, отже, є потреба підвищеної дорожньої обізнаності зі сторони водія. Використання класичного авто як щоденного транспортного засобу в певних районах США настійно не рекомендовано і навіть може бути визнаним незаконним в деяких місцях.
Ретро-стилізовані (кольорові з хромованими пряжками) 2- і 3-крапкові паски безпеки виробляються згідно зі стандартами Федеральної безпеки механічних транспортних засобів. Однак, більшість класичних автомобільних кузовів, вироблених перед кінцем 1960-х, не включають паски безпеки в стандартне обладнання, і не включають легкодоступні підсилені точки кріплення на кузові машини, внаслідок чого може бути проблематичним належно встановити таке обладнання: конкретні дослідження і розрахунки слід виконати перед будь-якими спробами. Належне встановлення є критичним, що означає розташування точок кріплення на кузові/рамі, забезпечуючи міцність шляхом належного підкріплення, і, відповідно до інструкцій по установці ременів безпеки належним чином, щоб знизити ризик збою або відмови. Деякі власники класичних авто не є охочими встановити ремені безпеки за втрату оригінальності, якій ця модифікація відповідає. Траплялись випадки, коли автомобілі втрачали бали на шоу через те, що були оснащені ременями безпеки.
Приміряння сучасних шин також є пропозицією для покращення керування. Однак, більшість сучасних шин є набагато ширшими і мають нижчий профіль, ніж ті, які свого часу ставились на класичні авто. Отже, вони можуть заважати елементам підвіски і стінки шин можуть бути пошкодженими. Підвіска класичного авто може бути непридатною для шин з радіальним кордом, будучи розробленою для вміщення шин лише з діагональним кордом. Вузькі колеса класичних авто, можливо, розробляли для вузьких, з високим профілем камерних шин, і які не підходять до сучасних безкамерних радіальних шин. Іншою проблемою з сучасними шинами на класичних авто є те, що покращене зчеплення вимагає покращеного керування. Багато головних шинних компаній відкрили відділи маркетингу шин для класичних авто і зможуть дати кваліфіковану технічну консультацію для вирішення всіх цих питань. Це є важливим для того, щоб знати як радіальні шини впливатимуть на роботу машини, яка спочатку була оснащена шинами з діагональним кордом, і міркування, які необхідні для компенсації відмінностей.
Оновлення гальм, використовуючи або деталі на замовлення, які виробляє виробник даного авто, або з пізніших версій тієї самої моделі або пізніших моделей, які можуть бути сумісні з незначними змінами, є ефективним методом в покращенні безпеки. Популярні приклади включають перетворення барабанних гальм на дискові, або додавання вакуумного сервоприводу автомобілям з передніми дисковими гальмами, які спочатку його не мали.
Незважаючи на ці проблеми, класичні автомобілі в значно меншій мірі спричиняють нещасні випадки.